# Sham Shui Po

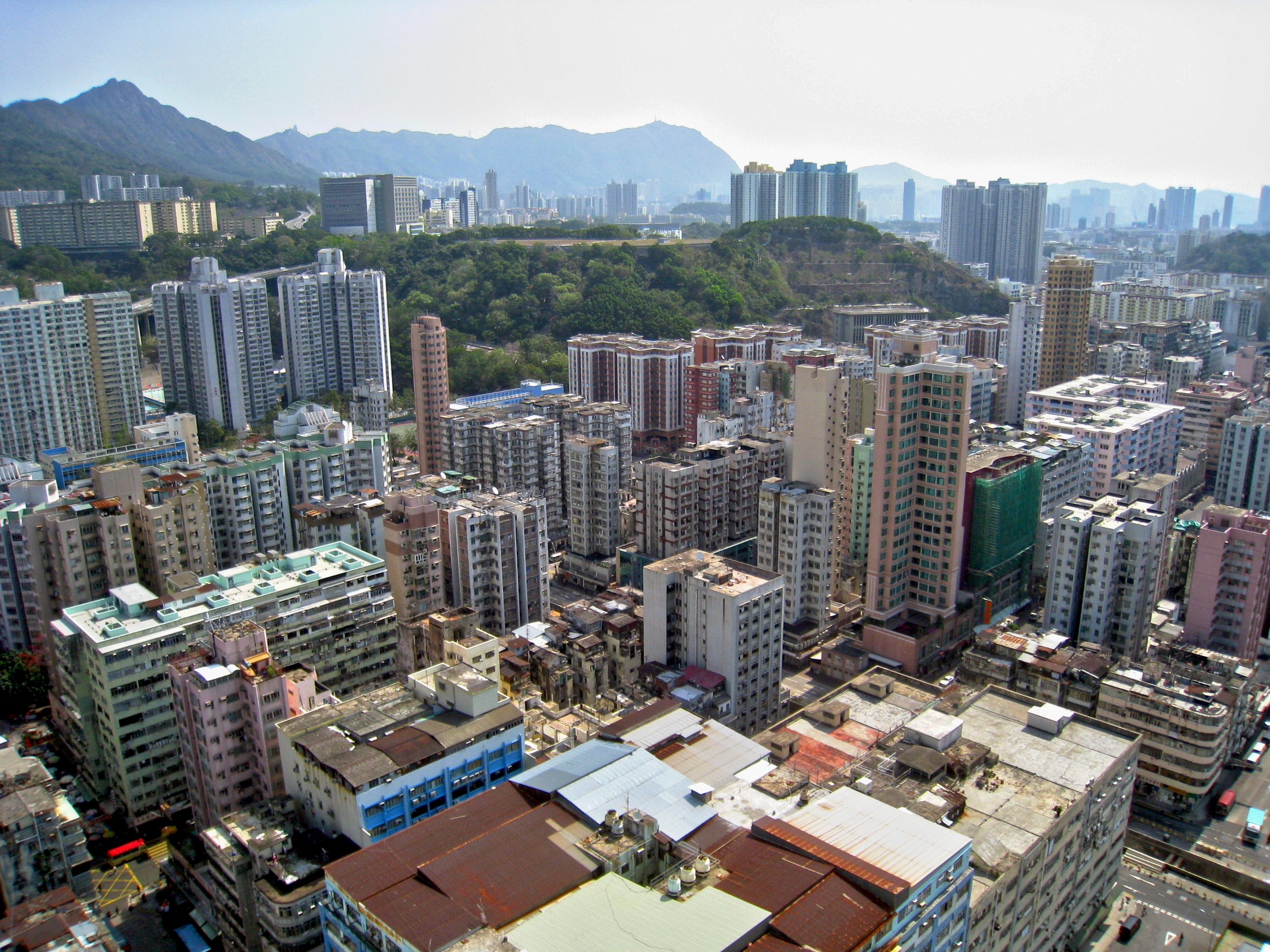
Gezicht op Sham Shui Po

Sham Shui Po is een wijk in Hongkong, dat bekendstaat om zijn straatmarkt met elektronica. Het gebied ligt in het noordwesten van het schiereiland Kowloon. 
Sham Shui Po betekent in het Standaardkantonees Diep water pier, en het water was er dieper dan langs de kust van Cheung Sha Wan in het noordwesten. 
Sham Shui Po was een van de eerst ontwikkelde gebieden in Hongkong, en was ooit een commercieel, industrieel en transport hub van het gebied. De laatste jaren (sinds 2003) vervalt het echter, en heeft de overheid plannen in het leven geroepen om het stadsdeel nieuw leven in te blazen. 
Het gebied staat bekend om zijn markten, waar zowel Hongkongers als toeristen op af komen. Ooit was het beroemd vanwege de illegale software, maar nu is het de goedkoopste plek van Hongkong (en mogelijk van de hele wereld) om een PC te kopen. Hier is ook het Golden Computer Centre gevestigd, een gebouw waar veel op computergebied te koop is, zowel hardware als software. De elektronicamarkt vindt voornamelijk plaats op Apliu Street, waar ook veel tweedehands spullen te koop zijn. 

## Bezienswaardigheden
- Apliu Street
- Lei Cheng Uk Han Tombe
- Sam Tai Tsztempel en Pak Taitempel
- Shek Kip Mei Park
- Dragon Centre
- Lui Seng Chun